# معما (آلاسکا)
معما، آلاسکا (به انگلیسی: Mystery, Alaska) فیلمی محصول سال ۱۹۹۹ و به کارگردانی جی روچ است. در این فیلم بازیگرانی همچون راسل کرو، هانک آزاریا، ماری مک‌کورمک، لولیتا داویدوویچ، ران الدارد، کالم مینی، مائوری چایکین و برت رینولدز ایفای نقش کرده‌اند.

## بازیگران
- راسل کرو
- هانک آزاریا
- ماری مک‌کورمک
- لولیتا داویدوویچ
- ران الدارد
- کالم مینی
- مائوری چایکین
- برت رینولدز
- رایان نورثکات
- بث لیتلفورد
- کوین دورند
- اسکات گریمز
- جیسون گری-استنفورد
- آدام بیچ
- کامرون بنکرافت
- مایکل مک‌کین
- ریچل ویلسون
- مگین پرایس
- جودیت ایوی
- مایک مایرز
- لیتل ریچارد
- ال اسکات کالدول